# William Temple Hornaday
William Temple Hornaday (Avon, Indiana, 1 de Dezembro de 1854 - Stamford, Connecticut, 6 de Março de 1937) foi um zoologista, escritor e poeta norte-americano. Foi o fundador do Jardim Zoológico de Bronx e é lhe creditada a descoberta do Crocodilo-americano e de ter salvo da extinção o Bisão-americano e a Foca do Alasca.
Quando diretor do zoológico, praticava e permitia "exibição de humanos" africanos na Europa, evocando o status europeu como espelho cultural e de civilização a ser seguido. Uma dessas exibições foi a do jovem Ota Benga, que era enjaulado com os macacos do zoológico. Hornaday defendeu a exibição e afirmou que ela acontecia por razões científicas. “Estou oferecendo a exibição puramente como uma exibição etnológica”, disse ele. Irredutível perante ministros religiosos, declarou que a mostra continuaria da maneira que a placa na jaula informava, “todas as tardes de setembro” ou até que ele fosse ordenado a cancelá-la pela Sociedade Zoológica.